# 焦澤
焦澤（1464年—？），字克濟，直隸廣平府永年縣人，民籍，明朝政治人物。

## 生平
順天鄉試第一百二名舉人。弘治六年（1493年）中式癸丑科會試第一百三十八名，三甲第一百五十九名進士。

## 家族
曾祖焦欽，知縣；祖父焦迪，太原府經歷；父焦祺，貢士。母鄭氏。慈侍下。